# Salida de las aguas

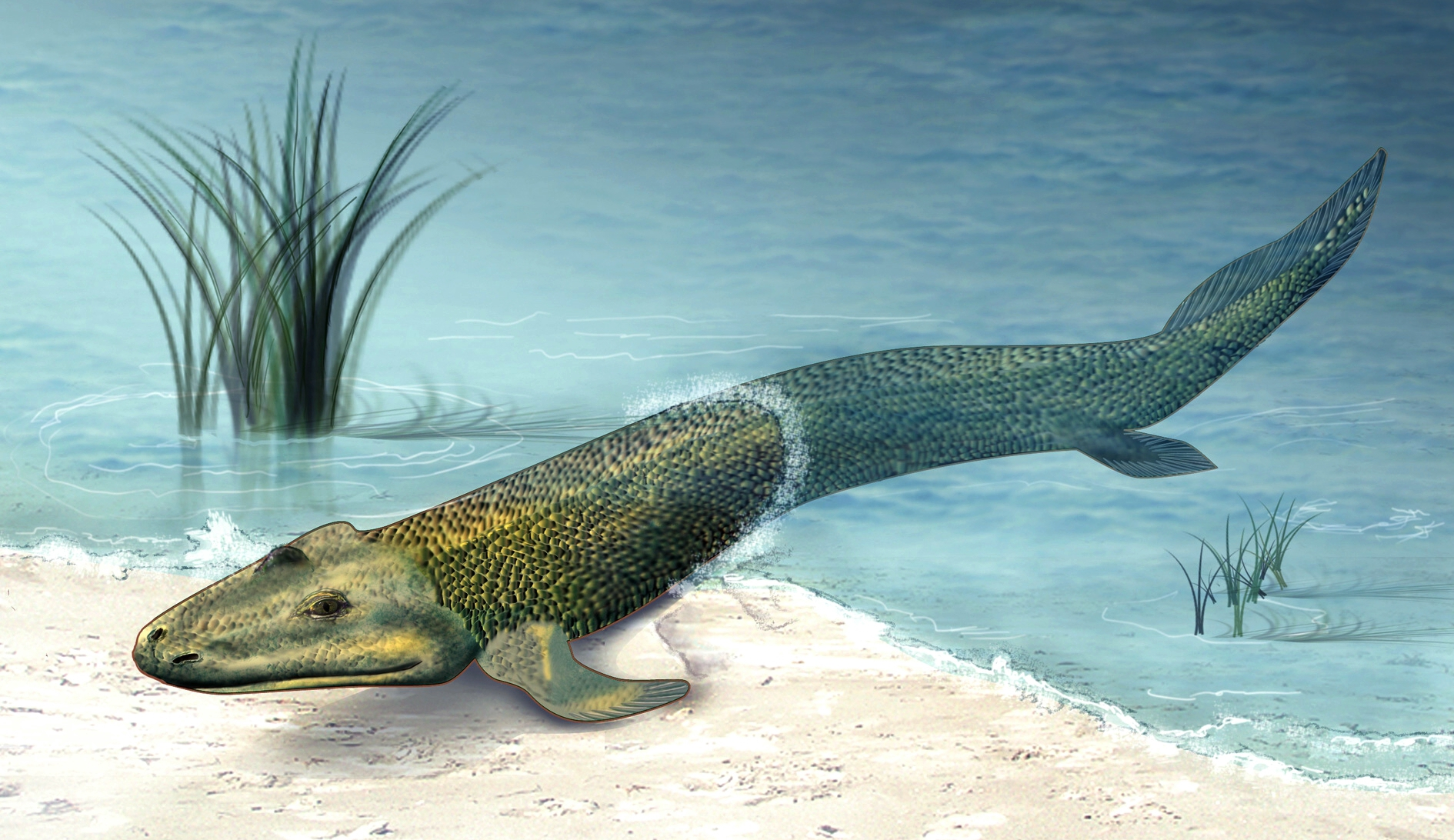
Tiktaalik roseae, vertebrado con miembro carnos «saliendo» incompletamente de las aguas. La aleta pectoral de este pez óseo tiene un autopodo endoesquelético bien desarrollado, con varias series de huesos que podrían representar el comienzo de la diferenciación de los dedos.

En la historia evolutiva de los seres vivos, la salida de las aguas, también llamada conquista de los continentes, conquista de las tierras o  terrestrificación (término preferible), corresponde a la adaptación progresiva, durante el Arcaico por las bacterias y durante el Paleozoico, por la flora y luego la fauna, hasta aquí esencialmente marinas, a un modo de vida terrestre. Las extinciones del Ordovícico-Silúrico y la del Devónico estuvieron marcadas notablemente por importantes crisis biológicas que empobrecieron la vida marina y favorecieron la conquista de las tierras emergidas por las plantas clorofílicas y varios grandes grupos de animales, principalmente los moluscos, los artrópodos y los vertebrados Esta conquista por las primeras formas vegetales habría tenido lugar en el Cámbrico hace alrededor de 500 millones de años, por las primeras plantas vasculares en el límite Ordovícico-Silúrico (445 millones de años), y por las formas animales terrestres —artrópodos, vertebrados entre otros— alrededor de 430 millones de años. Muchas adaptaciones se desarrollaron, tanto por los vegetales como por los animales, el paso de la vida acuática a la vida terrestre y a la respiración aérea representan un salto macroevolutivo importante en la historia de los organismos vivos. De hecho, este proceso se repite y ocurre independientemente durante la historia de los seres vivos, ya sea por los organismos unicelulares, los hongos, las plantas, los invertebrados o los vertebrados. Por lo tanto, no se debería hablar de una sino de varias salidas de las aguas.
Finalmente, este mito de la salida única del agua tiende a enmascarar el hecho de que ha habido muchos «retornos al agua». Entre los vertebrados tetrápodos que han regresado al agua secundariamente se encuentran las tortugas, ictiosaurios, los plesiosaurios, los mosasaurios, los cocodrilos, algunos escamosos (serpientes marinas, varias iguanas) y cuatro líneas de mamíferos (cetáceos, sirenias, Pinnípedos y Lutrinae).

## Historia evolutiva

### Salida de las aguas de las bacterias
Los principales grupos de fotótrofos por el carbono, procariotas o eucariotas, aparecieron en el medio marino. Sin embargo, un estudio realizado en 2017 sugiere que las bacterias incursionaron en las aguas termales de agua dulce terrestre hace 3500 millones de años.
Aun así, existen argumentos geoquímicos indirectos y rastros fósiles directos de biopelículas bacterianas a favor de la aparición de diferentes bacterias en la Tierra varias veces durante el Arcaico y la de las cianobacterias hace 1000 millones de años. También es probable que se produzcan microhongos acuáticos en el fondo del océano en respiraderos hidrotermales, y la hidromicoflora ha mantenido desde entonces un estilo de vida bentónico.
El establecimiento de la simbiosis en un entorno acuoso ha permitido proporcionar soluciones y dar un salto macroevolutivo para la conquista del medio terrestre más hostil por parte de las plantas: diversas asociaciones mutualistas (líquenes, micophycobiosis como Stigmidium ascophylli en el Cámbrico, la micorrización por glomeromicetos silúricos) con los fotótrofos se utilizaron simultánea o sucesivamente. Los investigadores suponen que las primeras comunidades terrestres formaron costras en los suelos, recorridas progresivamente por artrópodos.

### Salida de las aguas de la flora y después de la fauna

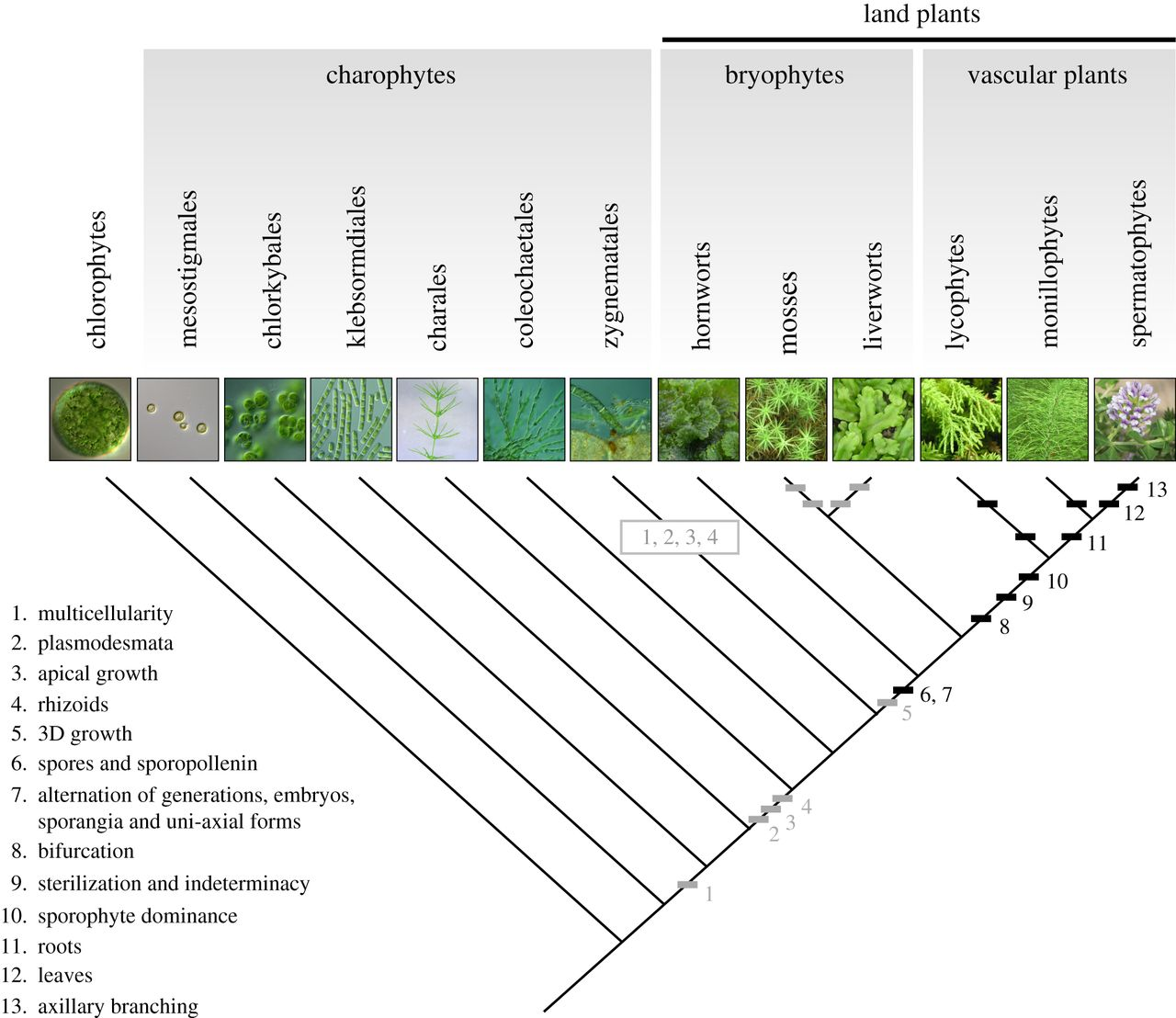
Evolución de los planes corporales de plantas terrestres. Innovación gametofítica (barra gris) y esporófito (barra negra) en relación con el desarrollo de estos planes corporales. La terrestrificación favorece la fase esporofítica cuya generación diploide enmascara las mutaciones resultantes de la exposición a los rayos UV.

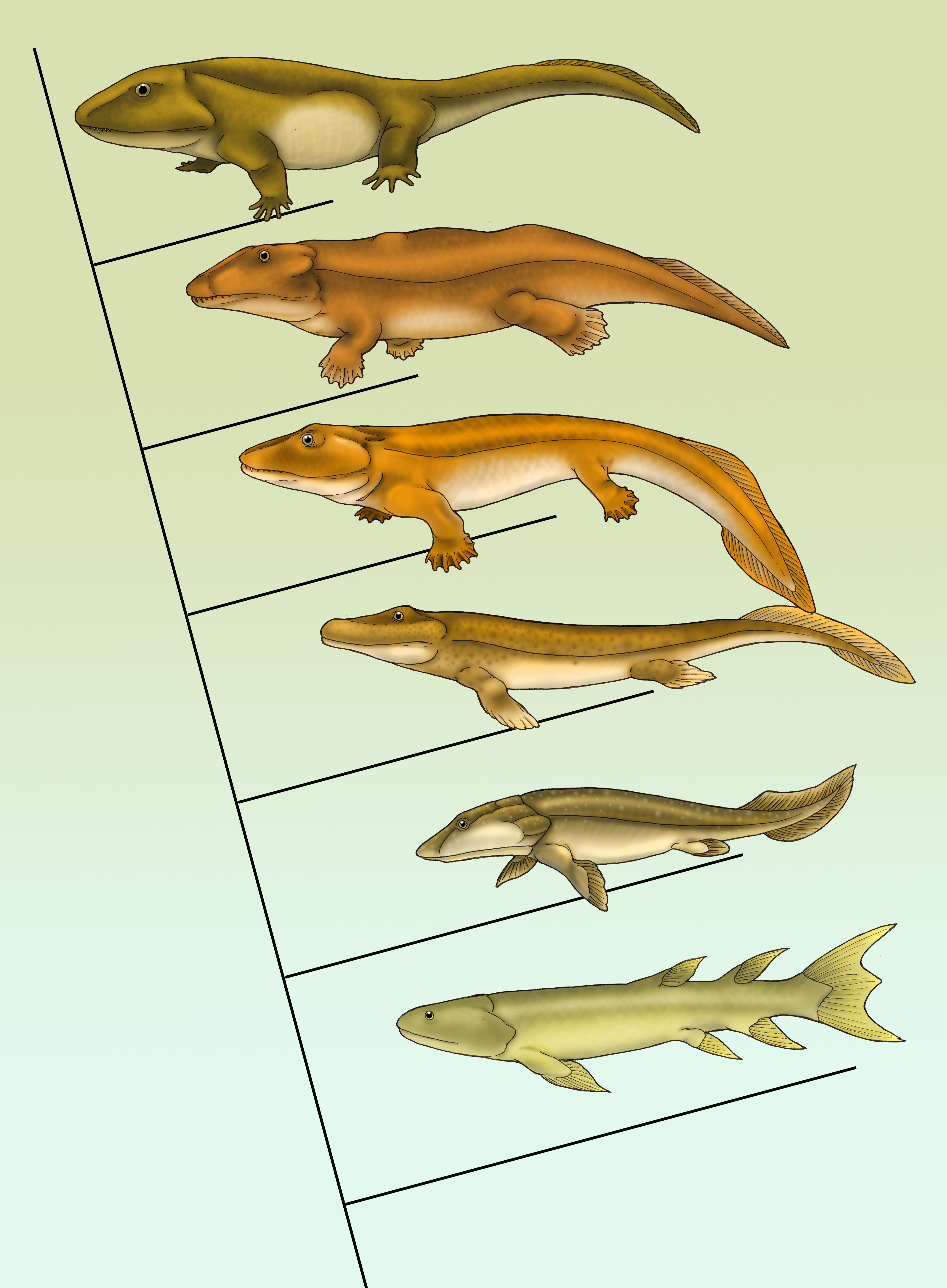
Un cladograma de la evolución de los tetrápodos que emergen del agua. Fósiles de transición de abajo hacia arriba Eusthenopteron, Panderichthys, Tiktaalik, Acanthostega, Ichthyostega, Pederpes.

Animación del ciclo de marcha de un tetrápodo devónico. Contribución aportada por la paleoicnología.

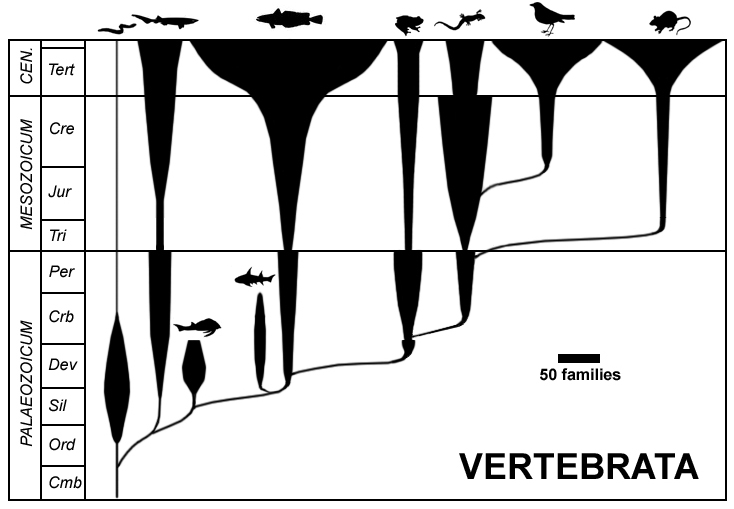
Evolución de los vertebrados según un diagrama axial que representa las cinco grandes clases (peces, anfibios, reptiles, aves y mamíferos). El ancho de los ejes indica el número de familias en cada clase (les teleósteos, peces con esqueleto completamente óseo y aletas radiantes, representan el 99.8% de las especies de peces, y casi la mitad de las especies de vertebrados que permanecieron subordinadas al ambiente acuático).

Después de la aparición de las algas en los océanos, la falta de agua y las fuertes radiaciones ultravioletas sobre la tierra habrían confinado a esas algas ancestrales en ambientes acuáticos. La evolución de las innovaciones relativas a la reproducción (ciclo de vida dominado por la fase esporofítica), a la arquitectura (planes corporales) y a la protección contra las pérdidas de agua habría allanado el camino para la adaptación de las plantas a la tierra firme.
El Ordovícico vio una explosión de la biodiversidad conocida como la gran biodiversidad ordovícica. La vida en ese momento estaba esencialmente confinada a los mares y a los océanos, especialmente en los mares epicontinentales poco profundos que bordeaban los muchos continentes, con aguas poco profundas que permitían en ellos la fotosíntesis. Las altas productividades diarias y anuales de fitoplancton se encuentran entonces en esos ecosistemas costeros y correspondían a la máxima biodiversidad del medio marino, la abundancia de fitoplancton afectaba al resto de la cadena alimentaria hasta a los peces con mandíbula.
Los embriofitos (es decir, las plantas terrestres) que aparecieron hace unos 450 millones de años probablemente derivan de las algas verdes del grupo de los carofitass, que evolucionan en agua dulce y fueron capaces de resistir emersiones temporales gracias a esas asociaciones simbióticas. La conquista terrestre requirió varias adaptaciones simultáneas, estas algas probablemente adoptaron una estrategia simbiótica (micophycobioses, líquenes) para realizar la primera salida de las aguas de las plantas antes que la de las plantas vasculares (del tipo polisporangiadas asociado con micorrizas). La conquista terrestre de hecho requirió varias adaptaciones simultáneas para responder a las tensiones engendradas por ese entorno:
- baja disponibilidad de agua con variaciones muy grandes, con fases de ausencia, que resultan en una alimentación mineral irregular; recursos nutritivos regionalizados (agua y sales minerales en el sustrato, gas y luz en el aire). La forma filamentosa y la producción de exoenzimas de hongos explotan mejor estos recursos edáficos, mientras que la ramificación de los talos clorofílicos garantiza la explotación de los recursos en el aire.
- luz atmosférica más rica en radiación, especialmente en ultravioleta, que la luz filtrada por el agua, lo que requiere el desarrollo de mecanismos fotoprotectores (pigmentos fúngicos y luego cutícula):
- el ambiente está mucho menos protegido térmicamente que el mar (diferencias rápidas de temperatura y gran amplitud), de ahí el desarrollo de talos más grandes que el parénquima que aseguran la homeohidria;
- empuje de Arquímedes reducido en el medio aéreo, causando problemas de sustento, lo que impone formas vegetales simples y después complejas a través del desarrollo de un metabolismo fenólico que permite la síntesis de biopolímeros esenciales, la cutina, la celulosa y la lignina que aseguran una impermeabilización. de la planta, una protección contra las radiaciones y la rigidización de sus partes erigidas.[25]

El desarrollo de estos embriofitos se vio favorecido por los hongos que, al secretar enzimas exocelulares, tenían la capacidad de disolver los sustratos minerales del suelo.
El registro fósil de los primeras vegetales terrestres consiste en gran parte en microfósiles (criptosporas y luego esporas triletadas), que datan de alrededor de 460 Ma, y en desechos macroscópicos. Las primeras plantas de las que se disponen restos casi completos pertenecen al taxón de las Rhyniopsida, que vivían en áreas (márgenes de mares, zonas de inundación) donde experimentaron emersiones ocasionales. La ausencia de raíces y de hojas limitaba su tamaño, sus «tallos» eran ejes ramificados con ramas dicotómicas en las que se insertaban los esporangios. El desarrollo de los tejidos conductores, de los tallos y luego de los sistemas radiculares favoreció progresivamente el aumento del tamaño de las plantas vasculares en el ambiente aéreo. 
Dos extinciones masivas ocurrieron al final de este período, entre 450 y 440 millones de años. Las extinciones del Ordovícico-Silúrico estuvieron marcada por una importante glaciación y una bajada del nivel del mar. Esta regresión marina vio una retirada del mar a lo largo de cientos de kilómetros, lo que empobreció la vida marina de las plataformas continentales. Otra consecuencia de esta regresión fue la expansión de los ambientes de agua dulce, ya que la escorrentía continental tenía que recorrer distancias más largas antes de llegar a los océanos. Esta extinción fue seguida por un evento anóxico oceánico vinculado a una gran transgresión marina global que también causó trastornos ecológicos que dificultaron la adaptación de las especies a sus ecosistemas marinos. Esto condujo en el Silúrico al desarrollo de los Eutracheophytes (verdaderas plantas vasculares) y de artrópodos (miriápodos del tipo Pneumodesmus newmani, arañas, ácaros, colémbolos, mientras que los anélidos probablemente hayan conquistado las tierras emergidas desde el Ordovícico) en ecosistemas terrestres marginales (marismas costeras, lagunas arenosas, riberas de ríos y lagos).
Aún subordinados a los humedales, las plantas terrestres (incluidas los traqueofitos), los moluscos (incluidos los gasterópodos), los artrópodos (incluidos los insectos) y los vertebrados emergerán gradualmente de las aguas para convertirse en verdaderos terrestres. Durante el Devónico esta colonización progresiva de la tierra, en varias etapas, se vio favorecida por:
- el aumento de la tasa de oxígeno marino y atmosférico, que hasta entonces era un factor limitante: mientras que la atmósfera se enriquecía con oxígeno gracias al desarrollo de la fotosíntesis, O
2  sufría la acción de la radiación ultravioleta y se transformaba en parte en ozono. Así se formó gradualmente una capa de ozono, que desempeñó su papel de pantalla en el Silúrico, filtrando una gran parte de las radiaciones letales del Sol.[32]
- la extensión de las planicies intermareales durante los períodos cálidos con un nivel general de los mares elevados, cuando en las plataformas continentales se desarrollaban formaciones de plantas de tipo «manglar» (pero consistentes en especies con esporas), favoreciendo a las especies animales con apéndices o aletas sólidas y cavidades o tubos respiratorios o incluso vejigas natatorias ricamente vascularizadas y plegadas, capaces de extraer oxígeno del aire O
2  durante la marea baja.[33]

La extinción del Devónico entre 408 y 360 millones de años (eustatismo, evento anóxico, cambios climáticos) afectó principalmente a los invertebrados (amonitas y trilobites) y vertebrados (Placodermos, Sarcopterigios) marinos y de agua dulce. Esto favoreció el desarrollo de los vertebrados modernos, que consisten principalmente en actinopterigios, condrictios y tetrápodos cuyas primeras salidas de agua conocidas datan del Alto Devónico, hacia 365 millones de años, con Ichthyostega, el más antiguo de los vertebrados conocidos adaptado tanto a la natación como a una forma de locomoción terrestre. La adaptación de los tetrápodos al medio terrestre se vuelve muy pronunciada durante el Carbonífero (-359 a 299 millones de años), lo que lleva a los tetrápodos actuales que son los anfibios, los reptiles, las aves y los mamíferos. La reducción de la pérdida de agua en el ambiente del aire se vio favorecida por la permeabilidad drásticamente más baja de su tegumento en comparación con las especies acuáticas, la internalización de sus superficies respiratorias, una orina escasa y heces poco hidratadas, una alimentación sólida y líquida que permitió ganancias en agua y en sal. Finalmente, muchas adaptaciones conductuales complementaron las adaptaciones morfoanatómicas y fisiológicas, como la actividad nocturna.
De los 31 filos de animales actuales identificados, todos los cuales aparecieron en el medio marino, 12 son endémicos de este medio, 19 han conquistado la tierra.

## ¿Otra historia?
La extinción al final del Devónico afectó al 70% de las especies vivas y más particularmente a las especies marinas, pero afectó relativamente poco a los artrópodos que ya estaban muy diversificados y a los primeros vertebrados tetrápodos. Según el profesor de paleobiología George R. McGhee, si esta extinción masiva hubiera sido más severa, la historia de la vida en la Tierra habría sido completamente alterada. La larga marcha de los tetrapodomorfos que evolucionaron a partir de los peces sarcopterigios se habría detenido y la conquista de la tierra habría sido asegurada principalmente por los tres grupos principales de artrópodos actuales (los hexapodos —insectos y colémbolos—, los miriápodos —ciempiés— y los arácnidos —arañas, ácaros y escorpiones) —. Una extinción aún más masiva habría llevado a un planeta microbiano. Además, la biodiversidad microbiana todavía representa el 80% de la biomasa total del planeta y, según el profesor de microbiología Jean-Louis Fauchère, los hombres son «los únicos avatares del mundo bacteriano». No es sorprendente que la terrestrificación de los tres grupos principales, los vegetales, los artrópodos y los vertebrados haya sido acompañada por el uso de las actividades de los microorganismos, que ya son la forma dominante del mundo vivo en términos de abundancia y biodiversidad desde la aparición de la vida en la Tierra. Las especies de estos tres grupos son comunidades simbióticas por su origen y han adoptado la misma estrategia común de servirse de mutualistas microbianos (bacterias, protistas y microhongos), tanto interna como externamente para desarrollar asociaciones mutualistas para las plantas terrestres (concepto de fitobioma y de microbiota de plantas, especialmente con micorrizas), de desintoxicar parcialmente la materia vegetal y aumentar considerablemente el valor calorífico y nutritivo disponible para los animales (noción de microbiota intestinal) o para protegerlos (microbiota oral), cutánea, vaginal...).